# Labajos
Labajos è un comune spagnolo di 140 abitanti situato nella comunità autonoma di Castiglia e León.